# 모리 시게카즈
모리 시게카즈(일본어: 森 繁和, 1954년 11월 18일 ~ )는 일본의 전 프로 야구 선수이자 야구 지도자, 야구 해설가·평론가이다. 지바현 조세이군 이치노미야정 출신이며 현역 시절 포지션은 투수였다.
2017년부터 2018년까지 주니치 드래곤스 감독을 맡았다.

## 상세 정보

### 출신 학교
- 과학기술 공업고등학교
- 고마자와 대학 고등학교
- 고마자와 대학

### 선수 경력
사회인 시대
- 스미토모 금속

프로팀 경력
- 세이부 라이온스(1979년 ~ 1988년)

### 지도자 경력
- 세이부 라이온스 2군 투수 코치(1989년 ~ 1991년, 1998년 시즌 도중 ~ 1999년)
- 세이부 라이온스 1군 투수 코치(1992년 ~ 1998년 시즌 도중)
- 닛폰햄 파이터스 1군 투수 코치(2000년 ~ 2001년)
- 요코하마 베이스타스 1군 투수 코치(2002년 ~ 2003년)
- 주니치 드래곤스 1군 투수 코치(2004년 ~ 2009년)
- 주니치 드래곤스 1군 수석 코치(2010년 ~ 2011년, 2014년 ~ 2016년)
- 주니치 드래곤스 감독(2017년 ~ 2018년)

### 수상·타이틀 경력

#### 타이틀
- 최우수 구원 투수 : 1회(1983년)

#### 수상
- 파이어맨상 : 1회(1983년)

### 개인 기록

#### 첫 기록
- 첫 등판·첫 선발 : 1979년 4월 9일, 대 긴테쓰 버펄로스 전기 2차전(닛폰 생명 구장), 3과 2/3이닝 5실점에서 패전 투수
- 첫 탈삼진 : 상동, 2회말에 크리스 아놀드로부터
- 첫 완투 : 1979년 4월 22일, 대 롯데 오리온스 전기 2차전(가와사키 구장), 8이닝 1실점에서 패전 투수
- 첫 승리·첫 완투 승리 : 1979년 5월 9일, 대 난카이 호크스 전기 3차전(오사카 구장), 9이닝 3실점
- 첫 세이브 : 1979년 5월 16일, 대 닛폰햄 파이터스 전기 9차전(세이부 라이온스 구장), 7회초에 2번째 투수로서 구원 등판·마무리, 3이닝 2실점
- 첫 완봉 승리 : 1980년 5월 2일, 대 닛폰햄 파이터스 전기 4차전(세이부 라이온스 구장)

#### 기타
- 올스타전 출장 : 2회(1981년, 1983년)

### 등번호
- 11(1979년 ~ 1988년)
- 86(1989년 ~ 1999년, 2002년)
- 81(2000년 ~ 2001년, 2003년)
- 80(2004년 ~ 2011년, 2014년 ~ 2018년)

### 연도별 투수 성적
| 연 도      | 소 속      | 등 판 | 선 발 | 완 투 | 완 봉 | 무 4 구 | 승 리 | 패 전 | 세 이 브 | 홀 드 | 승 률 | 타 자 | 이 닝 | 피 안 타 | 피 홈 런 | 볼 넷 | 고 4 | 몸 맞 | 탈 삼 진 | 폭 투 | 보 크 | 실 점 | 자 책 점 | 평 자 책 | W H I P |
| ---------- | ---------- | ----- | ----- | ----- | ----- | ------- | ----- | ----- | -------- | ----- | ----- | ----- | ----- | -------- | -------- | ----- | ---- | ----- | -------- | ----- | ----- | ----- | -------- | -------- | ------- |
| 1979년     | 세이부     | 43    | 25    | 7     | 0     | 0       | 5     | 16    | 7        | --    | .238  | 893   | 203.1 | 207      | 27       | 78    | 9    | 9     | 130      | 3     | 0     | 120   | 102      | 4.51     | 1.40    |
| 1980년     | 세이부     | 40    | 18    | 4     | 1     | 1       | 10    | 14    | 7        | --    | .417  | 676   | 156.2 | 160      | 31       | 53    | 6    | 2     | 73       | 0     | 1     | 97    | 82       | 4.71     | 1.36    |
| 1981년     | 세이부     | 31    | 30    | 10    | 3     | 2       | 14    | 11    | 0        | --    | .560  | 834   | 200.1 | 188      | 26       | 51    | 1    | 4     | 83       | 1     | 0     | 94    | 84       | 3.77     | 1.07    |
| 1982년     | 세이부     | 51    | 6     | 1     | 0     | 1       | 10    | 2     | 10       | --    | .833  | 396   | 101.2 | 81       | 12       | 23    | 5    | 0     | 46       | 0     | 1     | 37    | 36       | 3.19     | 1.02    |
| 1983년     | 세이부     | 59    | 0     | 0     | 0     | 0       | 5     | 5     | 34       | --    | .500  | 322   | 85.0  | 53       | 6        | 22    | 1    | 3     | 46       | 1     | 0     | 17    | 14       | 1.48     | 0.88    |
| 1984년     | 세이부     | 38    | 0     | 0     | 0     | 0       | 6     | 7     | 13       | --    | .462  | 267   | 64.0  | 66       | 7        | 15    | 1    | 2     | 36       | 0     | 0     | 24    | 20       | 2.81     | 1.27    |
| 1985년     | 세이부     | 39    | 2     | 0     | 0     | 0       | 6     | 6     | 8        | --    | .500  | 324   | 73.1  | 85       | 14       | 26    | 3    | 2     | 22       | 3     | 1     | 41    | 35       | 4.30     | 1.51    |
| 1987년     | 세이부     | 22    | 0     | 0     | 0     | 0       | 1     | 0     | 1        | --    | 1.000 | 119   | 28.2  | 24       | 0        | 12    | 4    | 0     | 10       | 0     | 0     | 6     | 5        | 1.57     | 1.26    |
| 1988년     | 세이부     | 21    | 0     | 0     | 0     | 0       | 0     | 1     | 2        | --    | .000  | 109   | 26.0  | 25       | 4        | 7     | 2    | 1     | 9        | 0     | 0     | 13    | 11       | 3.81     | 1.23    |
| 통산 : 9년 | 통산 : 9년 | 344   | 81    | 22    | 4     | 4       | 57    | 62    | 82       | --    | .479  | 3940  | 939.0 | 889      | 127      | 287   | 32   | 23    | 455      | 8     | 3     | 449   | 389      | 3.73     | 1.25    |

- 굵은 글씨는 시즌 최고 성적

### 연도별 감독 성적
| 2016년     | 주니치     | 6위        | 39  | 15  | 24  | 0 | .385 | 14           | 11           | .245         | 3.65         | 61세         |              |              |
| 2017년     | 주니치     | 5위        | 143 | 59  | 79  | 5 | .428 | 28.5         | 111          | .247         | 4.05         | 62세         |              |              |
| 2018년     | 주니치     | 5위        | 143 | 63  | 78  | 2 | .447 | 18           | 97           | .263         | 4.36         | 63세         |              |              |
| 통산 : 3년 | 통산 : 3년 | 통산 : 3년 | 325 | 137 | 181 | 7 | .431 | B클래스: 3회 | B클래스: 3회 | B클래스: 3회 | B클래스: 3회 | B클래스: 3회 | B클래스: 3회 | B클래스: 3회 |

※2016년에는 다니시게 모토노부 감독이 인플루엔자 증세로 결장하면서 감독 대행을 맡은 4월 22일에 1경기(승리)를 포함한다.